# Апама (жена Фарнабаза)
Апама (др.-греч. Ἀπάμα; от авест. apama- «последний» буквально «самый младший [ребенок], птенец») — жена сатрапа Геллеспонтской Фригии Фарнабаза.

## Биография
Отцом Апамы был персидский царь Артаксеркс II. Единственным древним автором, передающим имя этой его дочери, является Плутарх. По предположению К. Биндера, возможно, что данные сведения были получены из книги Динона «История Персии».
Около 387 года до н. э. Апама была выдана замуж за сатрапа Геллеспонтской Фригии Фарнабаза. По свидетельству Ксенофонта, ранее, добиваясь руки царской дочери, Фарнабаз оскорбил знатного перса Спифридата, что послужило причиной перехода последнего на сторону спартанского царя Агесилая II. После отзыва Фарнабаза к царскому двору для женитьбы его на посту сатрапа Фригии сменил Ариобарзан.
Апама родила Фарнабазу сына Артабаза. Хотя исторические источники не содержат прямого подтверждения, что его матерью была представительница дома Ахеменидов, но учёные, начиная с Т. Нёльдеке, придерживаются мнения, что Артабаз имел царское происхождение.
О дальнейшей судьбе Апамы источники не сообщают. По предположению Киляшовой К. А., в честь дочери Артаксеркса была названа её внучка — дочь Артабаза и жена Птолемея I.